# Isu (Nigeria)
Isu è una delle ventisette aree a governo locale (local government areas) in cui è suddiviso lo stato di Imo, in Nigeria. Estesa su una superficie di 40 chilometri quadrati conta una popolazione di 164 328 abitanti.